# زمبرو تشيسيناو
زمبرو تشيسيناو هو نادي كرة قدم في مولدوفا تأسس في 1947. يلعب في الدوري المولدوفي الوطني.

## وصلات خارجية
- الموقع الرسمي